# Rodney Alcala
Rodney James Alcala, nascido Rodrigo Jacques Alcala Buquor (San Antonio, 23 de agosto de 1943 – Corcoran, 24 de julho de 2021) foi um assassino em série que foi condenado à morte na Califórnia por cinco assassinatos cometidos nesse estado entre 1977 e 1979. Se declarou culpado de dois homicídios cometidos em Nova Iorque em 1971 e 1977.  A verdadeira contagem de vítimas de Alcala permanece desconhecida e pode ser muito maior. Alcala compilou uma coleção de mais de 1.000 fotografias de mulheres e adolescentes, muitas em poses sexualmente explícitas. Em 2016, ele foi acusado pelo assassinato de 1977 de uma mulher identificada em uma de suas fotos. Os promotores disseram que Alcala "brincou" com suas vítimas, estrangulando-as até perderem a consciência, depois esperando até reviverem, às vezes repetindo esse processo várias vezes antes de finalmente matá-las. Um detetive policial descreveu Alcala como "uma máquina de matar", e outros o compararam como sendo um "novo" Ted Bundy.

## Biografia
O filho de uma família de origem mexicana formada por Raoul Alcala Buquor e Anna Maria Gutierrez, Rodney nasceu em San Antonio, Texas. Em 1951 o pai de Alcala mudou com a família para o México, depois os abandonou três anos depois. Em 1954, quando Alcala tinha cerca de 11 anos, sua mãe mudou-se para o subúrbio de Los Angeles.
Em 1960, aos 17 anos, Alcala ingressou no Exército dos Estados Unidos. Em 1964, após o que foi descrito como um colapso nervoso - durante o qual ele desmaiou foi diagnosticado que Alcala tinha transtorno de personalidade anti-social por um psiquiatra militar e recebeu alta por motivos médicos.
Depois de deixar o exército, Alcala se formou na Escola de Belas Artes da Universidade da Califórnia em Los Angeles, tendo posteriormente estudadi cinema com Roman Polanski na Universidade de Nova York.

## Antecedentes criminais
Alcala cometeu seu primeiro crime conhecido em 1968: um motorista em Los Angeles chamou a polícia depois de vê-lo atrair uma garota de oito anos chamada Tali Shapiro para seu apartamento em Hollywood. A garota foi encontrada viva, estuprada e espancada com uma barra de aço, mas Alcala havia fugido. Para fugir do mandado de prisão, Alcala deixou o estado e se matriculou na escola de cinema da Universidade de Nova York, usando o nome "John Berger". Em junho de 1971, Cornelia Michel Crilley, comissária de bordo da TWA, de 23 anos, foi encontrada estuprada e estrangulada em seu apartamento em Manhattan. Seu assassinato permaneceu sem solução até 2011. O FBI adicionou Alcala à sua lista dos dez fugitivos mais procurados no início de 1971 e alguns meses depois duas crianças que frequentavam o campo de artes notaram sua foto em um pôster do FBI nos correios. Alcala foi preso e extraditado para a Califórnia. Os pais de Shapiro haviam transferido toda a sua família para o México e se recusavam a permitir que ela testemunhasse no julgamento de Alcala.
Incapaz de condená-lo por estupro e tentativa de assassinato sem a testemunha principal, os promotores foram forçados a permitir que Alcala se declarasse culpado por uma acusação menor de agressão. Alcala foi libertado após dezessete meses, em 1974, sob o programa de "sentença indeterminada" popular na época, que permitia que os conselhos de liberdade condicional libertassem os infratores assim que demonstrassem evidências de reabilitação. 
Menos de dois meses após sua libertação, ele foi preso novamente depois de agredir uma garota de 13 anos identificada nos registros do tribunal como "Julie J.", que havia aceitado o que pensava ser uma carona para a escola. Mais uma vez, ele foi para condicional após cumprir dois anos de uma "sentença indeterminada".
Em 1977, após a segunda libertação, Alcala viajou de volta para Nova York, onde uma semana após sua chegada matou Ellen Jane Hover, de 23 anos, filha do proprietário da popular boate Ciro's e afilhada de Dean Martin e Sammy Davis Jr. Seus restos foram encontrados enterrado nos terrenos do Rockefeller Estate conhecido também como Kykuit (antiga residência de John Davison Rockefeller, que atualmente é um museu), situado no Condado de Westchester.
Em 1978 Alcala trabalhou por um curto período no Los Angeles Times como tipógrafo. Durante esse período, Alcala convenceu centenas de homens e mulheres jovens de que ele era um fotógrafo profissional de moda e os fotografou para seu "portfólio". Mais tarde, um colega do Los Angeles Times lembrou que Alcala mostrou suas fotos qos colegas de trabalho. "Eu pensei que era estranho, mas eu era jovem, eu não sabia de nada. Quando perguntei por que ele tirou as fotos, ele disse que suas mães pediram. Lembro que as meninas estavam nuas". "Ele disse que era profissional, então, na minha opinião, eu estava sendo modelo para ele", disse uma mulher que permitiu a Alcala fotografá-la em 1979. A maioria das fotos é sexualmente explícita, e a maioria permanece não identificada. Em 1979, de acordo com testemunhos posteriores, Alcala ficou inconsciente e estuprou Monique Hoyt, de 15 anos, enquanto estava posando para fotos.

## The Dating Game
Em 1978, Alcala era participante do popular game show de namoro The Dating Game. O apresentador Jim Lange o apresentou como um "fotógrafo de sucesso". Um dos participantes, mais tarde, descreveu Alcala como um "cara muito estranho", com "opiniões bizarras". Alcala venceu a competição e um encontro com a então solteira Cheryl Bradshaw, que posteriormente se recusou a sair com ele porque o achou "assustador". O investigador criminal Pat Brown, observou que Alcala matou pelo menos três mulheres após sua aparição no programa, especulou que essa rejeição poderia ter sido um fator exacerbador.

## Assassinato de Robin Samsoe e os dois primeiros julgamentos
Robin Samsoe, uma menina de 12 anos de Huntington Beach, desapareceu em algum lugar entre a praia e sua aula de balé em 20 de junho de 1979. Seu corpo foi encontrado 12 dias depois em estado de decomposição. Os amigos de Samsoe disseram à polícia que um estranho os havia abordado na praia, pedindo para tirar suas fotos. Detetives circularam um esboço do fotógrafo, e o oficial de condicional de Alcala o reconheceu. Durante uma busca na casa da mãe de Alcala em Monterey Park, a polícia encontrou um recibo de aluguel de um armário de armazenamento em Seattle; no armário, encontraram os brincos de Samsoe. Alcala foi preso no final de 1979 e mantido sem fiança. Em 1980, ele foi julgado, condenado e sentenciado à morte pelo assassinato de Samsoe, mas o veredicto foi anulado pela Suprema Corte da Califórnia porque os jurados foram indevidamente informados de seus crimes sexuais anteriores. Em 1986, após um segundo julgamento praticamente idêntico ao primeiro, exceto pela omissão do testemunho criminal anterior, ele foi novamente condenado e sentenciado à morte. Um painel do Tribunal de Apelações do Nono Circuito anulou a segunda condenação, em parte porque não foi permitida a uma testemunha apoiar a alegação de Alcala.

## Novas acusações

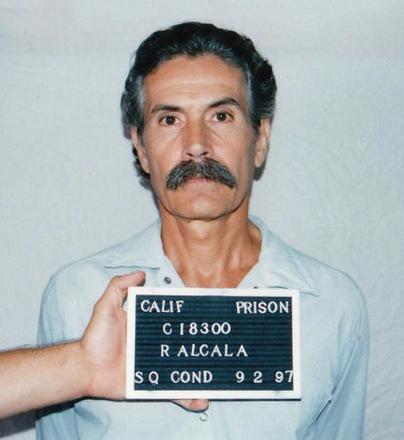
Alcala na Penitenciária Estadual de San Quentin, setembro de 1997

Em 2003, os investigadores do condado de Orange, Califórnia, descobriram que o DNA de Alcala, amostrado sob uma nova lei estadual levaram ele a ser acusado pelos assassinatos de outras quatro mulheres: Jill Barcomb, de 18 anos, uma fugitiva de Nova York encontrada "enrolada como uma bola" em um desfiladeiro em Los Angeles em 1977, Georgia Wixted, de 27 anos, espancada em seu apartamento em Malibu em 1977, Charlotte Lamb, de 31 anos, estuprada, estrangulada e deixada na lavanderia de um complexo de apartamentos na cidade de El Segundo em 1978 e Jill Parenteau, de 21 anos, morta em seu apartamento em Burbank em 1979. Todos os corpos foram encontrados "colocados ... em posições cuidadosamente escolhidos". Outro par de brincos encontrados no armário de Alcala em Seattle tinha resíduo que correspondia ao DNA de Charlotte Lamb. Durante seu encarceramento, Alcala escreveu e publicou um livro, (You, The Jury), no qual ele alegou inocência no caso Samsoe e sugeriu um suspeito diferente. Ele também entrou com dois processos contra o sistema penal da Califórnia, por um incidente de escorregão e queda e por se recusar a fornecer uma dieta com pouca gordura. 

## Terceiro julgamento
No mesmo ano em 2003, os promotores entraram em uma moção para se juntar às acusações de Samsoe com as das quatro vítimas recém-descobertas. Os advogados de Alcala contestaram; como um deles explicou: "Se você é jurado e ouve um caso de assassinato, pode ter uma dúvida razoável, mas é muito difícil dizer que você tem uma dúvida razoável sobre todos os cinco, especialmente quando quatro dos cinco não são é alegado por testemunhas oculares, mas é comprovado por correspondências de DNA". Em 2006, a Suprema Corte da Califórnia decidiu a favor da promotoria, e em fevereiro de 2010, Alcala foi julgado pelas cinco acusações conjuntas. No terceiro julgamento, Alcala decidiu atuar como seu próprio advogado. Ele se posicionou em sua própria defesa e por cinco horas desempenhou o papel de interrogador e testemunha, fazendo perguntas a si mesmo (abordando-se como "Sr. Alcala" em uma voz mais profunda do que o normal) e depois respondendo eles. Durante essa bizarra sessão de perguntas e respostas, ele disse aos jurados, que estava na Knott's Berry Farm se candidatando a um emprego como fotógrafo na época em que Samsoe foi sequestrada. Ele mostrou ao júri uma parte de sua aparição em 1978 no The Dating Game, na tentativa de provar que os brincos encontrados em seu armário de Seattle eram dele, não de Samsoe. O ator Jed Mills, que concorreu com Alcala no programa, disse a um repórter que brincos ainda não eram um acessório socialmente aceitável para homens em 1978. "Eu nunca tinha visto um homem com um brinco no ouvido", disse ele. "Eu os teria notado nele". Alcala não fez nenhuma tentativa significativa de contestar as quatro acusações, além de afirmar que não se lembrava de ter matado nenhuma das mulheres. Após menos de dois dias de deliberação, o júri o condenou pelas cinco acusações de assassinato em primeiro grau. Uma testemunha surpresa foi Tali Shapiro, a primeira vítima conhecida de Alcala. Richard Rappaport, psiquiatra pago por Alcala foi a única testemunha de defesa, testemunhou que o transtorno de personalidade poderia explicar as alegações de Alcala de que ele não tinha memória de cometer os assassinatos. O promotor argumentou que Alcala era um "predador sexual" que "sabia que o que estava fazendo e não se importava". Em março de 2010, Alcala foi condenado à morte pela terceira vez.

## Fotografias não identificadas
Em março de 2010, os departamentos de polícia da Califórnia e Nova York divulgaram 120 fotografias de Alcala e procuraram a ajuda do público para identificá-las, na esperança de determinar se alguma das mulheres e crianças que ele fotografou eram vítimas. Aproximadamente 900 fotos não puderam ser publicadas, disse a polícia, porque eram muito sexualmente explícitas. Nas primeiras semanas, a polícia relatou que aproximadamente 21 mulheres se apresentaram para se identificar, e "pelo menos seis famílias" disseram acreditar que reconheceram entes queridos que "desapareceram anos atrás e nunca foram encontrados". Nenhuma das fotos estava inequivocamente conectada a um caso de pessoa desaparecida ou assassinato não resolvido até 2013, quando um membro da família reconheceu a foto de Christine Thornton, de 28 anos, cujo corpo foi encontrado em Wyoming em 1982. Em setembro de 2019, 109 das fotos originais permanecem publicadas on-line e a polícia continua solicitando a ajuda do público com mais identificações.

## Associações e condenações adicionais

### Estado de Nova Iorque
Após sua condenação em 2010, as autoridades de Nova York anunciaram que não iriam mais perseguir Alcala por causa de seu status de condenado aguardando execução. No entanto, em janeiro de 2011, um grande júri de Manhattan indiciou-o pelos assassinatos de Cornelia Crilley, a comissária de bordo da TWA, e Ellen Hover, a herdeira da boate Ciro's, em 1971 e 1977. Em junho de 2012, ele foi extraditado para Nova York, onde inicialmente apresentou alegações de culpa em ambas as acusações. Em dezembro de 2012, ele mudou os dois argumentos para culpado, citando o desejo de retornar à Califórnia para apelar de sua condenação por pena de morte. Em 7 de janeiro de 2013, um juiz de Manhattan sentenciou Alcala a mais 25 anos de prisão perpétua. A pena de morte não é uma opção no estado de Nova York desde 2007.

### Washington
Em 2010, a polícia de Seattle nomeou Alcala como uma "pessoa de interesse" nos assassinatos não resolvidos de Antoinette Wittaker, de 13 anos, em julho de 1977, e Joyce Gaunt, de 17 anos, em fevereiro de 1978. Alcala alugou um armário na área de Seattle, no qual os investigadores mais tarde encontrou jóias pertencentes a duas de suas vítimas na Califórnia em 1979.

### São Francisco
Em março de 2011, investigadores do condado de Marin, Califórnia, ao norte de São Francisco, anunciaram que estavam "confiantes" de que Alcala era responsável pelo assassinato em 1977 de Pamela Jean Lambson, de 19 anos, que desapareceu após encontrar um homem que se ofereceu para fotografá-la. Seu corpo nu e maltratado foi encontrado posteriormente no condado de Marin, perto de uma trilha para caminhadas. Sem impressões digitais ou DNA utilizável, é improvável que as queixas sejam apresentadas, mas a polícia alegou que existem evidências suficientes para convencê-las de que Alcala cometeu o crime.

### Wyoming
Em setembro de 2016, Alcala foi acusado pelo assassinato de Christine Ruth Thornton, de 28 anos, que desapareceu em 1977. Em 2013, um parente a reconheceu como o assunto de uma das fotos de Alcala tornada pública pela polícia da Califórnia e de Nova York. Seu corpo foi encontrado no condado de Sweetwater, Wyoming em 1982, mas não foi identificado até 2015, quando o DNA fornecido pelos parentes de Thornton combinou amostras de tecido de seus restos mortais. Alcala admitiu ter tirado a foto, mas não matou a mulher, que estava grávida de aproximadamente seis meses no momento de sua morte. Thornton é a primeira suposta vítima de assassinato ligada às fotos de Alcala divulgadas em 2010. Alcala admitiu que estava "muito doente" para fazer a viagem da Califórnia a Wyoming para ser julgado pelas novas acusações. Ele permaneceu na prisão estadual da Califórnia, em Corcoran onde aguarda sua sentença de morte. 

## Morte
Alcala morreu em 24 de julho de 2021, aos 77 anos de idade, em um hospital em Corcoran, Califórnia. Ele faleceu de causas naturais.

## Filme biográfico
Um filme sobre a vida de Alcala, intitulado Dating Game Killer, foi dirigido por Peter Medak e transmitido pela rede de televisão americana Investigação Discovery, produzida em 3 de dezembro de 2017.